# Obernzell

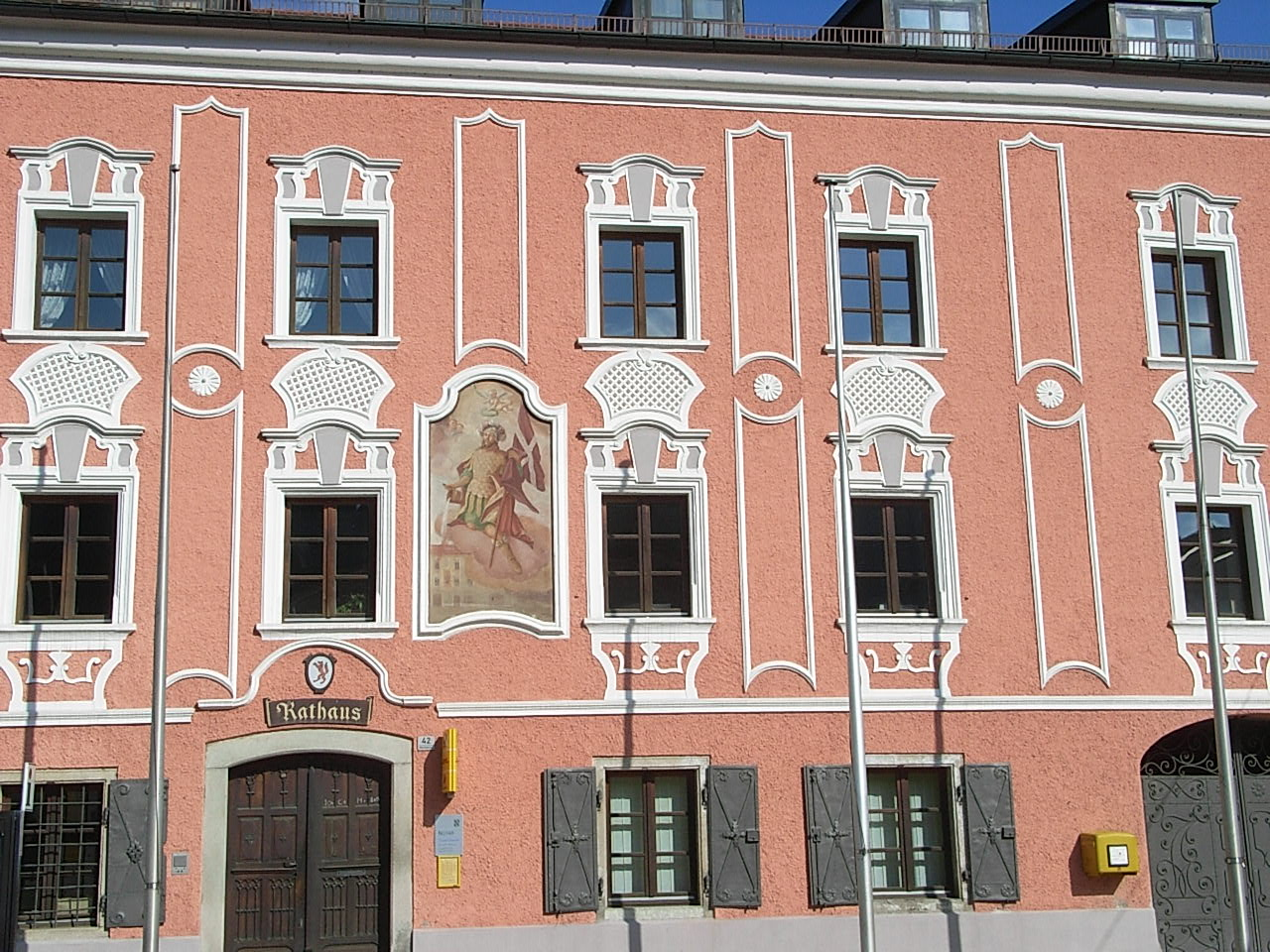
Ratusz

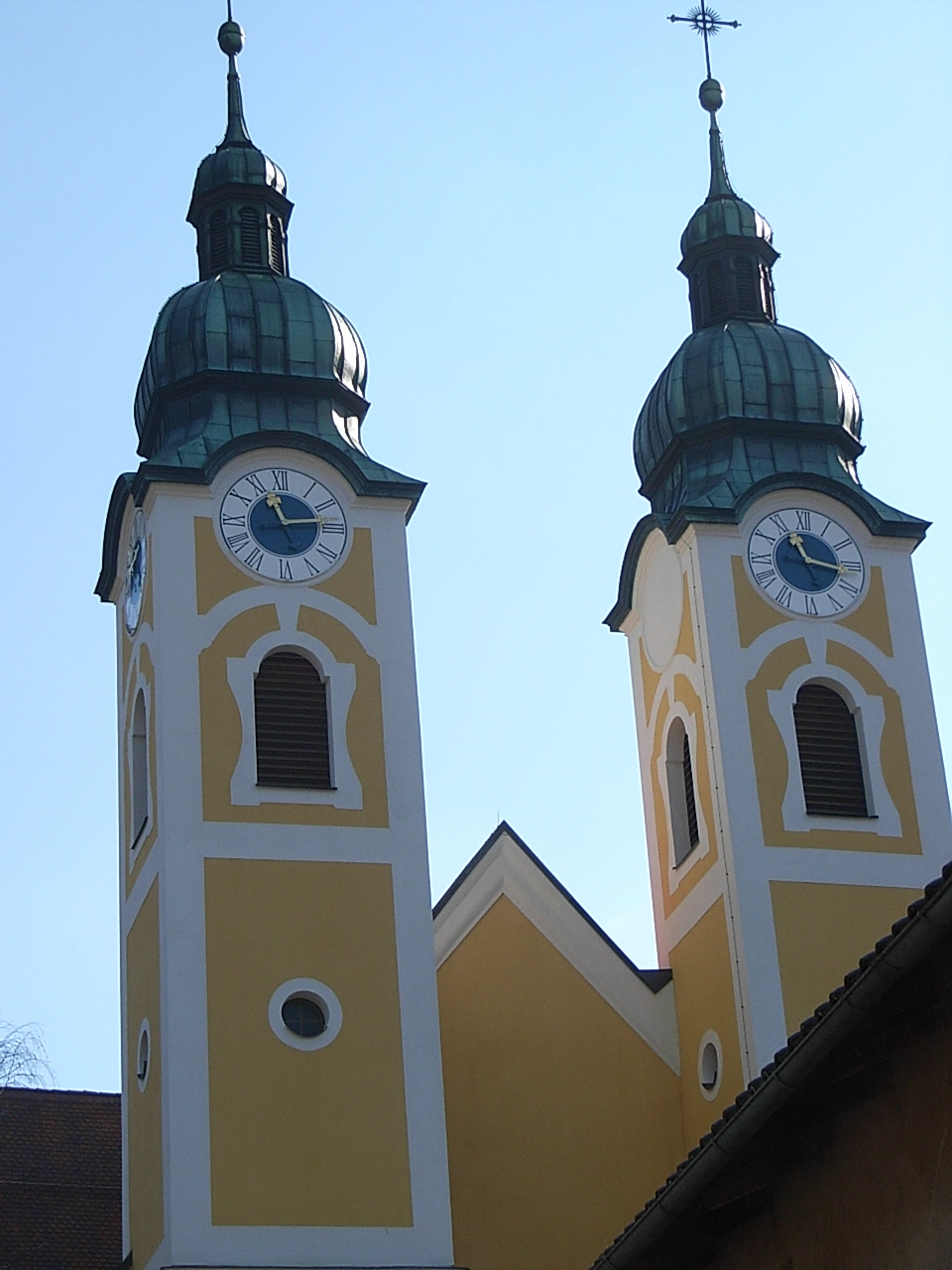
Kościół

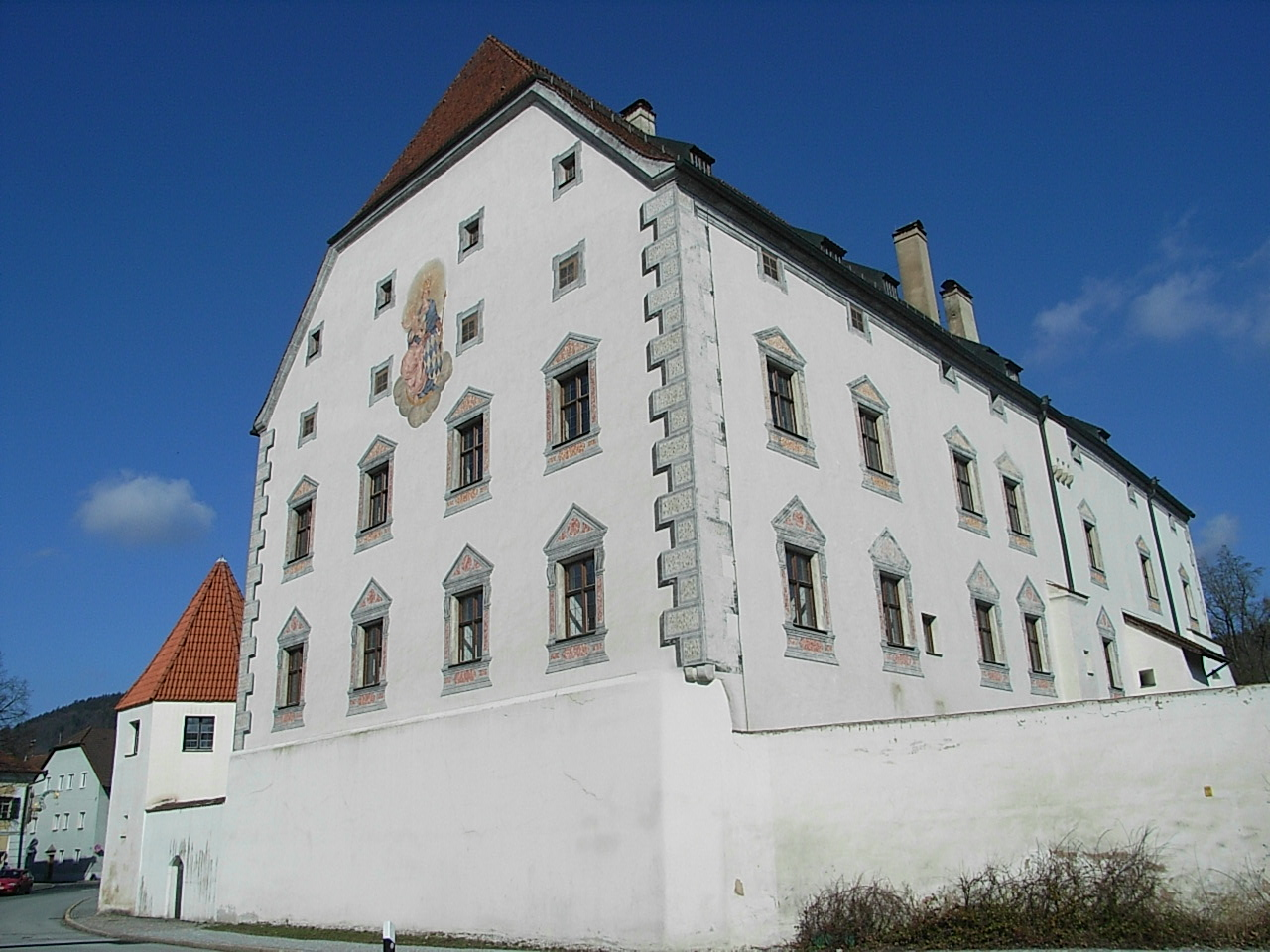
Zamek Obernzell

Obernzell – gmina targowa w Niemczech, w kraju związkowym Bawaria, w rejencji Dolna Bawaria, w regionie Donau-Wald, w powiecie Pasawa. Leży około 15 km na wschód od Pasawy, nad Dunajem, przy granicy z Austrią, drodze B388 i linii kolejowej Pasawa – Hauzenberg.

## Dzielnice
W skład gminy wchodzą trzy dzielnice: Ederlsdorf, Kellberg, Obernzell.

## Demografia
| Rok  | Liczba mieszk. |
| ---- | -------------- |
| 1970 | 3 426          |
| 1987 | 3 425          |
| 2000 | 3 790          |

## Współpraca
Miejscowości partnerskie:
- Aschach an der Donau, Austria
- Szigliget, Węgry

## Zabytki
- barokowy kościół
- ratusz
- zamek Obernzell

## Oświata
(na 1999)

W gminie znajduje się 100 miejsc przedszkolnych (102 dzieci) oraz szkoła podstawowa (15 nauczycieli, 221 uczniów).